# RWJBarnabas Health Arena
Die RWJBarnabas Health Arena ist eine Mehrzweckhalle in der US-amerikanischen Stadt Toms River im Ocean County, Bundesstaat New Jersey. Sie wird hauptsächlich für die Basketball-Spiele der Toms River North Mariners’s, der Highschool-Mannschaft der Toms River High School North genutzt. Aber auch schulische Veranstaltungen, wie Abschlussfeiern finden dort statt. Die Halle wird auch für die Ausrichtung von Konzerten genutzt.

## Geschichte
Die am 19. Juni 2003 eröffnete Mehrzweckhalle befindet sich auf dem Grundstück der Toms River High School North. Sie wurde unter dem Namen Ritacco Center, nach Michael Ritacco, einem ehemaligen Superintendenten aus Toms River, eröffnet. Nach einem Korruptionsskandal um Ritacco, bei dem dieser von dem FBI verhaftet wurde, wurde die 3.500 Zuschauer fassende Arena 2011 in Pine Belt Arena umbenannt. Der örtliche Automobilhändler Pine Belt Auto Group wurde Namenssponsor für 500.000 US-Dollar über fünf Jahre.
Seit Januar 2018 trägt die Arena den Namen der RWJBarnabas Health, eine Gruppe von Diensten im unabhängigen Gesundheitswesen.
Neben den Spielen der Highschool-Basketballmannschaft und schulischen Veranstaltungen wird die Halle auch für Konzerte gebucht. So traten bereits unter anderem Kelly Clarkson, Vanessa Carlton, The Beach Boys, The Moody Blues, Kenny Rogers, Frankie Valli und The Four Seasons in der Pine Belt Arena auf. Im November 2014 traten außerdem Pierce the Veil und Sleeping with Sirens im Rahmen ihrer Welttournee auf.
Im Jahr 2006 fand außerdem ein WWE-Event in der Sporthalle statt.